# La sposa messa a nudo dai suoi scapoli, anche
La sposa messa a nudo dai suoi scapoli, anche (titolo originale Mariée mise à nu par ses célibataires, même),  più nota come Il grande vetro (Le Grand Verre),  è un'opera d'arte dell'artista dadaista Marcel Duchamp realizzata tra il 1915 e il 1923. 

Dal 1954 è conservata nel Philadelphia Museum of Art. 

L'opera è considerata una delle più importanti della prima maturità di Duchamp e si compone di due lastre di vetro disposte l'una sull'altra, sulle quali sono raffigurati diversi elementi e figure che rappresentano, nell'insieme, un amore impossibile fra una sposa e il suo corteggiatore.

## Storia
Il tema del Grande Vetro era stato anticipato già da altri lavori realizzati da Duchamp:  da Giovanotto e ragazza in primavera, dipinto nel 1911, a la Sposa, che risale all'estate del 1912, fino a Testimoni oculisti, realizzato nel 1920. 

L'idea si presentò a Duchamp nel settembre del 1912, durante un viaggio che l'artista fece da Monaco a Neuilly.
Un disegno fatto tra il luglio e l'agosto dello stesso anno riporta un titolo molto simile a quello definitivo: Première recherche pour: La Mariée mise à nu par ses célibataires (Prima ricerca per: la Sposa messa a nudo dai suoi scapoli).

Come Duchamp disse, prima del suo viaggio a Monaco egli assistette a un'opera teatrale di Raymond Roussel e fu proprio lì che trovò l'ispirazione. 

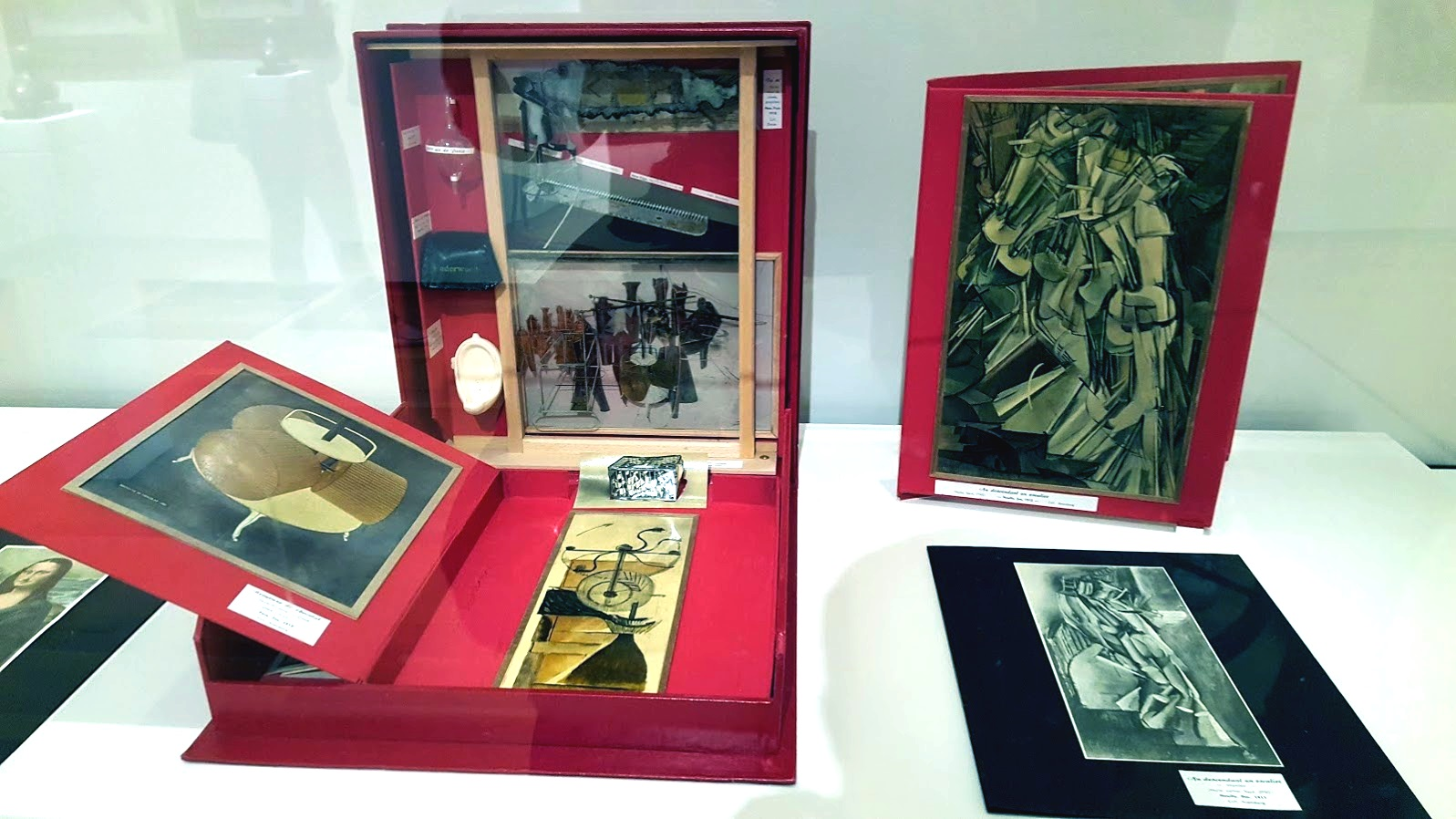
Scatola in valigia

I primi appunti che descrivono la composizione e l'esecuzione dell'opera risalgono al 1913, nel periodo in cui Duchamp accompagnò sua sorella Suzanne a Herne Bay, in Inghilterra. 

Novantaquattro pagine di questi appunti saranno pubblicate in una raccolta, La scatola verde, solo a opera conclusa, nel 1934. Così come l'opera, anche gli appunti non sono completi. 

Una miniatura del Vetro, e di altre sessantotto opere, sarà inserita anche in una futura pubblicazione: la Scatola in valigia.
Dopo essersi spostato dalla Francia agli Stati Uniti, nel 1915 Duchamp acquistò le lastre di vetro e cominciò a lavorare al suo nuovo progetto.
Tre anni dopo Walter Arensberg acquistò il Grande Vetro, ancora incompleto. 

Definendola "definitivamente incompiuta", nel 1923 Duchamp smise di lavorare all'opera, che diventerà poi di proprietà di Katherine Dreier. 

Nel 1926 l'opera venne esposta per la prima volta nel Museo di Brooklyn per una mostra di arte moderna.
Al termine dell'esposizione, mentre l'opera veniva trasportata verso casa Dreier, riposta in una cassa, le due lastre di vetro si ruppero accidentalmente. 
Il danno venne scoperto solo nel 1933 da Duchamp, che non ne rimase affatto turbato: per lui era stato un inevitabile intervento del caso sulla sua opera.
Tre anni dopo decise di riparare le parti distrutte, sostituendole con nuove lastre di vetro. 

Dopo la realizzazione del Vetro, Duchamp rifiuterà la produzione di altre opere, per dedicarsi al gioco degli scacchi.

## Origine del titolo
Dietro il titolo La sposa messa a nudo dai suoi scapoli, anche si nasconde un gioco di parole che ne rende difficile un'interpretazione univoca.
Basta sostituire il termine même (anche) con un altro dal suono simile, m'aime (mi ama), per ottenere un titolo nuovo: la sposa messa a nudo dai suoi scapoli mi ama.

Duchamp stesso disse:
«Fra i miei titoli e i quadri si crea una tensione, i titoli non sono i quadri né viceversa ma l'uno agisce sull'altro. I titoli aggiungono una nuova dimensione, sono come colori nuovi o aggiunti o, meglio ancora, si possono paragonare alla lacca attraverso cui si può vedere e ingrandire il quadro».

## Descrizione
Il Grande Vetro è realizzato con due lastre rettangolari di vetro disposte l'una sull'altra e separate da una cornice di acciaio.
Attraverso questi due ambienti Duchamp mette in luce impulsi, desideri e forze che intervengono quando l'uomo viene stimolato da una donna.
In alto è mostrata una Sposa, l'oggetto del desiderio, in basso i suoi corteggiatori, frustrati per l'impossibilità di unire i due piani.

Il Vetro è dunque bipartito: in alto la femminilità, la provocazione e forme fluide, in basso la mascolinità e forme rigide. 

In alto sulla sinistra, nel "Regno della Sposa", è rappresentata una figura femminile, chiamata da Duchamp anche l'Impiccato-femmina, sospesa a un gancio.
L'aspetto della Sposa è molto lontano da quello di un essere umano: è «una mia invenzione di sposa» osservò Duchamp. 

A destra della figura vi è una nube color carne, la “Via lattea”, che presenta tre fori quadrati, chiamati Pistoni di corrente d’aria o Reti. 

Infine, sulla destra della nuvola, nove fori costituiscono "l'area dei Nove spari".
Nel realizzarli Duchamp si servì di alcuni fiammiferi intinti nella vernice fresca che, lanciati sul vetro per mezzo di un cannone giocattolo, segnarono quelli che sarebbero stati poi i punti perforati da un vetraio. 

La zona inferiore è denominata "Cimitero delle uniforme e livree", "Regno dello Sposo" o "Apparecchio Scapolo".
Qui vi si trovano, simmetrici rispetto alla sposa, gli scapoli, raffigurati come gusci vuoti, ognuno dei quali indossa un abito professionale ed è sormontato da un copricapo.
Ciascun abito è una divisa (da corazziere, gendarme, lacchè, fattorino, vigile, prete, impresario di pompe funebri, capostazione e poliziotto). 
Sia l'identità della Sposa, resa innaturale, che quella degli Scapoli, raffigurati con nove personaggi diversi, risultano pertanto segrete.

Inizialmente destinate a essere dipinte ognuna con un colore diverso, le nove figure sono state in realtà realizzate tutte con un «rosso di piombo», un colore anticamente legato ai riti mortuari: nella preistoria infatti i morti venivano cosparsi di ocra rossa.
Il rosso era inoltre il colore dell’immortalità e il colore dell'Eros e, infatti, i nove stampi maschi sono anche chiamati "Matrice di Eros".

I nove scapoli sono collegati per mezzo di Vasi capillari e comunicano con i sette Setacci (coni disposti a semicerchio dietro la Macinatrice di cioccolato al centro e realizzati lasciando depositare la polvere sul vetro per tre mesi). 

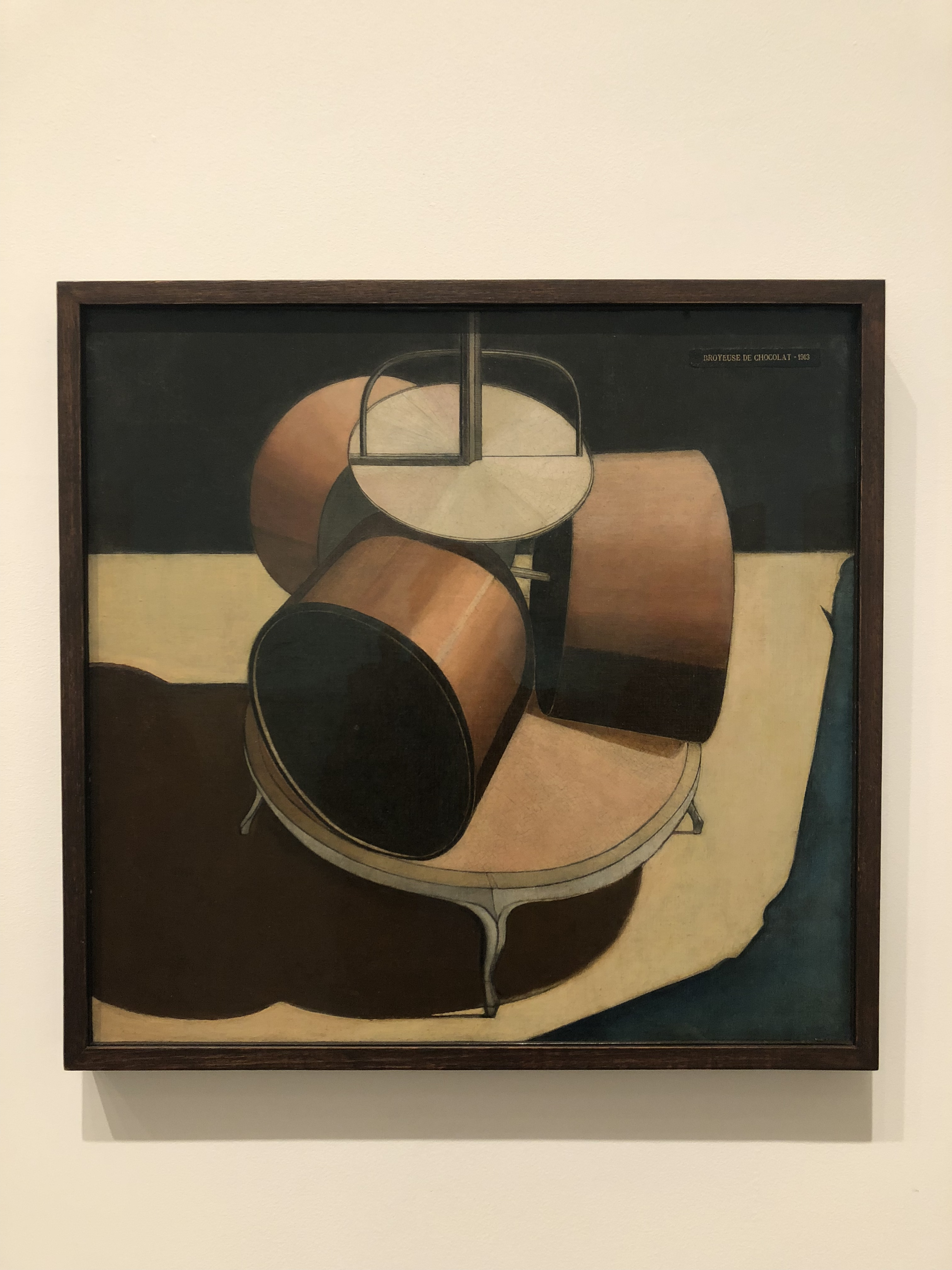
Macinatrice di cioccolato n.1

La Macinatrice si trova al centro del Regno dello sposo ed è formata da tre rulli.
Nel 1913 Duchamp aveva già realizzato un'opera che raffigurava questo soggetto, dal nome Macinatrice di cioccolato n.1.
Osservandone spesso una nella vetrina di una nota pasticceria di Rouen, la sua città, Duchamp la prese a modello per realizzare la sua versione della macinatrice.
Lavorando al Vetro egli ne ridisegnò un'altra: Macinatrice di cioccolato n.2. 

Sulla Baionetta (fusto centrale) sono raffigurate delle Forbici, che collegano l'oggetto a un Carrello, Slitta o Scivolo sulla sinistra. 

Il Carrello esegue dei movimenti in avanti e indietro, al di sopra di pattini mossi da un mulino ad acqua, permettendo, con questo movimento, l’apertura e la chiusura delle Forbici.
Dai setacci vengono emessi schizzi verso l’alto, che si collegano ai nove spari sovrastanti e che rappresentano l’orgasmo degli Scapoli, finalizzato alla fecondazione della Sposa. 

La fecondazione però non avviene perché gli spari non colpiscono l'obiettivo e sono sparsi in un'ampia area del vetro superiore.
L'incontro fra la Sposa e gli Scapoli risulta pertanto irrealizzabile. 

Il fallimento del tentativo è dovuto, inoltre, alla presenza nella vita del caso, un protagonista del Grande Vetro. 
Anche lo sfondo sarebbe stato volutamente casuale: risultando trasparente esso cambia a seconda dell'ambiente in cui il Vetro è collocato. 

Duchamp descrisse il Grande Vetro come «una macchina agricola», «un mondo in giallo» o come «un Ritardo in Vetro». 

Il suo intento era quello di slegare il Vetro dal concetto di quadro, dipinto o opera d'arte.
Il riferimento all'agricoltura è dovuto al fatto che questa attività era tradizionalmente pensata come un'unione simbolica tra la Terra e il Cielo, così come l'aratura poteva essere accostata all'atto sessuale.

## Materiali
L'opera è realizzata con due lastre di vetro: Duchamp era solito utilizzare il vetro come tavolozza e, apprezzandone il risultato sul rovescio e notando che in tal modo i colori non si ossidavano, decise di utilizzarlo nella sua opera.
La scelta del vetro può essere analizzata anche sotto un altro aspetto: il vetro è un materiale molto duro e contemporaneamente molto fragile. 
Probabilmente Duchamp voleva realizzare un'opera che durasse nel tempo ma che ne subisse comunque gli effetti e che, di conseguenza, rovinandosi, impedisse allo spettatore di coglierne il reale significato.

Tra gli altri materiali utilizzati ricordiamo colori a olio, vernice, fili di piombo, fogli di argento, polvere, acciaio, lacca.

## Simbologia
Molte componenti del Grande Vetro sono ricollegabili a simbologie preesistenti, a partire dai nove Scapoli raffigurati privi di testa, antico simbolo di castrazione. 

Anche i loro abiti hanno un valore simbolico: poiché ciò che distingue economicamente un uomo celibe da un uomo sposato è proprio la quantità di vestiti che egli possiede, sono le uniformi stesse a rendere i nove personaggi degli scapoli.
Questi ultimi potrebbero essere, tra l'altro, delle personificazioni di Duchamp, mentre la Sposa potrebbe nascondere l'identità di Suzanne, sorella dell'artista.

La nube al suo fianco sembra mostrare i suoi sogni e pensieri, mentre le Reti sono “vuoti” in questi sogni.
Le reti sono probabilmente anche ciò che gli Scapoli tentano di colpire, per far cadere la Sposa nel loro regno.

La Macinatrice rappresenta il caso, il destino, una forza non prevedibile.

Nell'intera opera, infine, risulta ricorrente il numero 3: il vestito originario della Sposa (prima che il Vetro si frantumasse) era formato da tre strisce di vetro, la Macinatrice di cioccolato ha tre rulli, gli scapoli sono 9, tre volte tre. Probabilmente non è un caso che anche la sorella Suzanne avesse attorno a sé tre scapoli: il primo e il secondo marito e Duchamp stesso.

## Interpretazioni
Se il Grande Vetro è stato complesso da realizzare per Duchamp, esso risulta altrettanto complesso da interpretare per studiosi e critici. 

Il Vetro nasce dall'unione di altre opere autonome di Duchamp: Slitta contenente un mulino ad acqua, Macinatrice di cioccolato, Reticoli di rammendi tipo e Nove Stampi Maschi.
Il reale significato di questi lavori può essere colto però solo se si osservano nel progetto generale che sarà il Vetro: in qualche modo, Duchamp vuole che l'osservatore sia coinvolto in quella che è stata la storia della sua opera.
Egli ritiene che siano le stesse riflessioni e interpretazioni del pubblico a mantenerla in vita, per cui non ne svela il significato. 

Se l'artista è libero di creare la propria arte, anche lo spettatore deve avere libertà di interpretarla: «L'artista non è solo a compiere l'atto della creazione poiché lo spettatore stabilisce il contatto dell'opera con il mondo esterno decifrando e interpretandone le qualifiche profonde, e in questo modo aggiunge il proprio contributo al processo creativo» afferma Duchamp.

L'artista scopre una nuova potenzialità, quella di poter rappresentare non solo il mondo che tutti cogliamo con gli occhi, ma anche un mondo invisibile, a cui arrivare con l’immaginazione e l’intelletto.

Osservando il Vetro ci troviamo di fronte a due universi che non riescono a unirsi, quello della Sposa e quello degli Scapoli: ne scaturisce un senso di sospensione e di insoddisfazione, che ci fa apparire il Grande Vetro come un «complicato meccanismo d'amore e di sofferenza».
Non concludendo l'opera, inoltre, Duchamp ribadisce il suo intento di allontanarsi dalla classica definizione di opera d'arte, creando un lavoro che per esistere non deve essere concluso e il cui significato è volutamente non univoco. 

«Considero quella mia grande pittura su vetro qualcosa che non è necessario guardare per apprezzarla. Questa è una delle idee [che stavano] alla sua base», ha dichiarato Duchamp in un’intervista del 1964.